# یوسف کابوره
یوسف کابوره (انگلیسی: Issouf Kaboré؛ زادهٔ ۴ اکتبر ۱۹۸۵) بازیکن فوتبال اهل بورکینافاسو بود.
وی همچنین در تیم ملی فوتبال بورکینافاسو بازی کرده است.